# Бєлкіна Елла Вікторівна
Е́лла Ві́кторівна Бє́лкіна (15 жовтня 1952, Київ, УРСР — 1 червня 2011, Київ, Україна) — кандидат педагогічних наук (1996), доцент (1998), професор Київського університету ім. Бориса Грінченка, завідувач кафедри образотворчого мистецтва та дизайну, авторка підручників та посібників.

## Біографічні дані
Народилася 15 жовтня 1952 року в Києві в сім'ї військовослужбовця.
У 1972 році закінчила Житомирське музичне училище ім. В. Косенка, здобула спеціальність піаніст-концертмейстер. У 1982 — Київський державний художній інститут, спеціальність — мистецтвознавець.
З 1970 по 1978 рік працювала педагогом по класу фортепіано у дитячих музичних школах Києва. З 1978 по 1984 рік — викладачем історії мистецтв дитячих художніх шкіл. З 1984 по 1990 рік працювала викладачем Київського міського педагогічного училища № 2.
З 1991 року викладала у Київському міському інституті удосконалення вчителів. Спочатку старшим викладачем кафедри початкового та дошкільного навчання, з 1999 — завідувач кафедри естетичного виховання, з 2000 — проректор з наукової роботи, з 2007 — проректор з гуманітарних питань та виховної роботи. У 1998 році отримала вчене звання доцента кафедри дошкільної педагогіки та психології.
У 1996 році захистила кандидатську дисертацію зі спеціальності теорія та історія педагогіки за темою: «Естетичне виховання дітей шестирічного віку засобами образотворчого мистецтва».
З грудня 2007 по 2011 рік очолювала кафедру образотворчого мистецтва та дизайну КУБГ.
Померла 1 червня 2011 року в Києві.

## Наукова робота
Коло наукових інтересів: естетичне та духовне виховання дітей та юнацтва.
Розробниця державної програми виховання і навчання дітей від 3 до 7 років «Дитина» (2003) та методичних рекомендацій до неї (2004) під егідою Головного управління освіти і науки КМДА, авторка підручників з образотворчого мистецтва для 5, 6, 7 класів загальноосвітніх навчальних закладів з грифом МОН (2005, 2006, 2007), навчальних посібників для загальноосвітніх навчальних закладів України «Художня культура світу: Європейський культурний регіон», «Художня культура світу: Арабо-мусульманський культурний регіон; Африканський культурний регіон; Індійський культурний регіон; Далекосхідний культурний регіон; Латиноамериканський культурний регіон; Північноамериканський культурний регіон» і «Художня культура» у співавторстві з доктором педагогічних наук, професором Н. Є. Миропольською. Учасниця реалізації проєктів «Київський підручник», «Християнська етика в українській культурі» Авторка підручників для учнів ЗОШ та студентів ЗВО.

## Нагороди
- Грамота Головного управління освіти і науки м. Києва (2001);

- Нагрудний знак «Відмінник освіти України» (2004);

- Подяка Київського міського голови (2004);

- Подяка МОН України (2005, 2006);

- Орден УПЦ святої великомучениці Єкатерини ІІ ступеня (2007)[1].